# ارتش تنسی
ارتش تنسی (انگلیسی: Army of Tennessee) عنوان بخش اصلی و مرکزی ارتش ایالات مؤتلفه بود که محدوده عملیاتش مشتمل بر رشته‌کوه آپالاش تا رود می‌سی‌سی‌پی گسترش داشت.